# NGC 7720
NGC 7720 este o interacting galaxies⁠(d) situată în constelația Pegas. A fost descoperită în 10 septembrie 1784 de către William Herschel. Se află la o distanță de 124,17 de megaparseci de Pământ.